# 扇を持つ若い女性の肖像
『扇を持つ若い女性の肖像』（おおぎをもつわかいじょせいのしょうぞう、蘭: Portret van een jonge vrouw met een waaier、英: Portrait of a Young Woman with a Fan）は、17世紀オランダ絵画黄金時代の巨匠レンブラント・ファン・レインが1633年にキャンバス上に油彩で制作した絵画である。画面下部左側に「Rembrandt .ft: / 1633」という画家の署名と制作年が記されている。『椅子から立ち上がる男性の肖像』 (タフト美術館、シンシナティ) の対作品となっているが、1793年に両作品は別々の所有者の手に渡った。本作は1945年にヘレン・スウィフト・ニールソン (Helen Swift Neilson) から遺贈されて以来、ニューヨークのメトロポリタン美術館に所蔵されている。

## 作品
オランダでは、1620年代を通して対作品の肖像画は保守的な形式のものにとどまったが、それはスペインの宮廷肖像画 (オランダは16世紀にスペインの支配下にあった) と、より近い時期のイングランドの公的な肖像画の影響によるものであった。『椅子から立ち上がる男性』の対作品であるこの絵画は、おそらく結婚の際に描かれた。レンブラントの両作品は並置されると、夫妻がお互いに呼応しているように見え、画家が保守的な基準から離脱していることを示している。この点で、彼はフランドルの巨匠ヴァン・ダイクに一部影響を受けている。ちなみに、レンブラントによる対作品の夫妻像はわずかしか現存していない。
本作は、1914年に研究者ホフステーデ・デ・フロートにより以下のように記述されている。

881番。扇を持つ若い女性。ヴィルヘルム・フォン・ボーデ253番。ウジェーヌ・デュトュイ285番。アルフレッド・フォン・ヴルツバッハ217番。ホフステーデ・デ・フロート101番。4分の3身体像; 等身大。彼女は正面向きで、肘掛椅子に腰かけ、画面の外をまっすぐに見ている。 
右手で黒い羽根の扇についた金の鎖を握り、胸にあてている。左手は右横にあるテーブルの上に載せている。切込み入りで膨らみのある袖がついた黒い絹のガウン、三重のぴったりとしたレースのカラー、レースの腕輪を身に着けている。首周りには、真珠の首飾りが二重につけられている。両腕には、真珠の腕輪とルビーのブレスレットが巻かれている。髪はくすんだ金髪の巻き毛で、若々しい表情をしている。
光は前景左側から射している。1633年ごろの制作。(おそらく736番の対作品)。キャンバス、縦50 1/2インチ、横 40インチ。ボーデの著作459頁で、デュトュイの著作46頁で、フランソワ・エミール・ミシェルの著作559 (433) 頁で言及されている。1822年にロンドンの英国学院で第13番として、1899年にロンドンのロイヤル・アカデミー・オブ・アーツの冬季展覧会で第55番として展示された。ペットワースのレコンフィールド (Leconfield) 卿のコレクションにある。

本作は、20世紀に作成されたほとんどのレンブラントの作品目録に記載された。レンブラント研究プロジェクトは、作品がタフト美術館の『椅子から立ち上がる男性』の対作品であることに同意している。ウォルター・リートケによれば、本作の女性の顔立ちは、ヒューストン美術館所蔵の別の肖像に非常に類似しているということである。

## ギャラリー

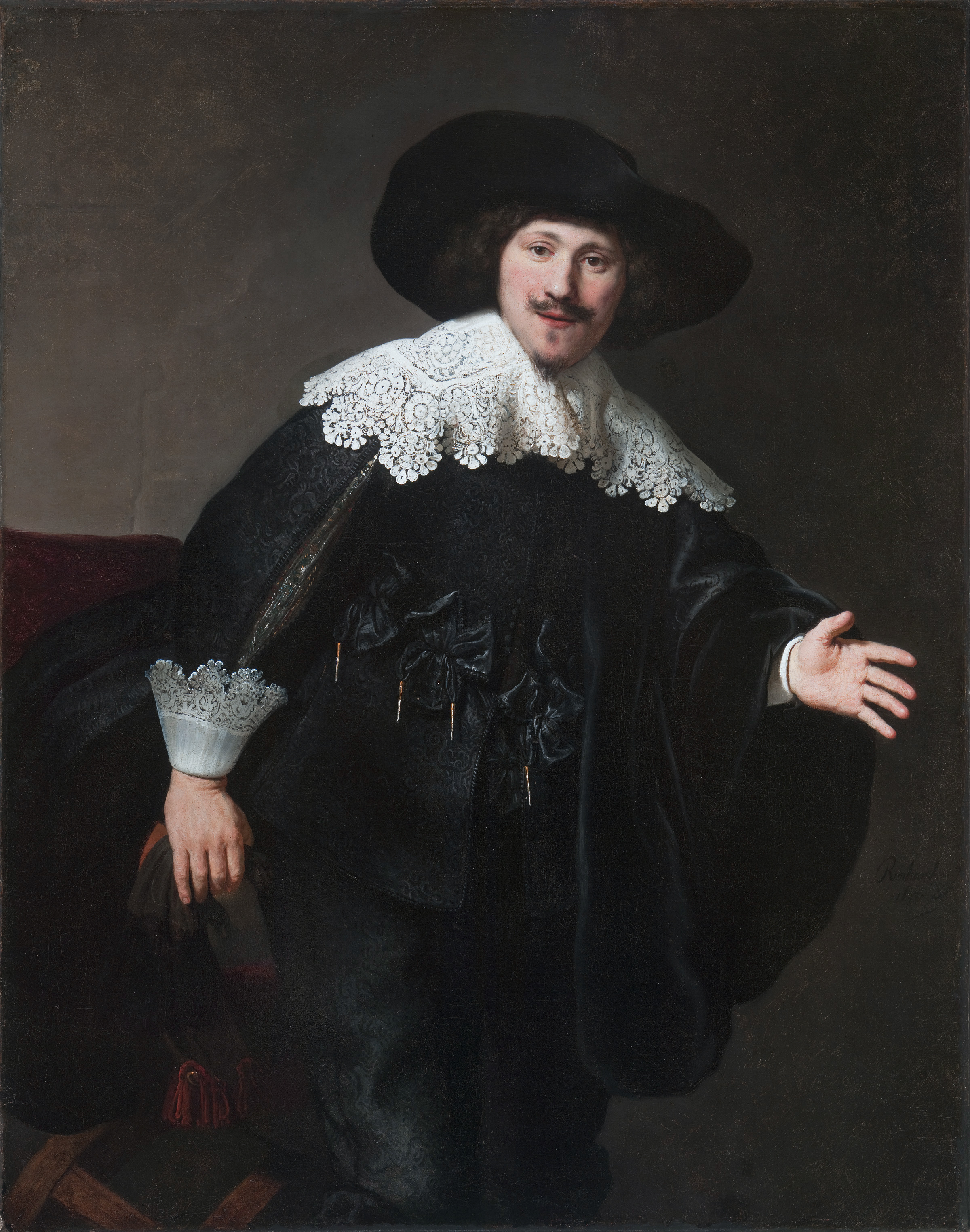
本来、左側に配置される『椅子から立ち上がる男性の肖像』
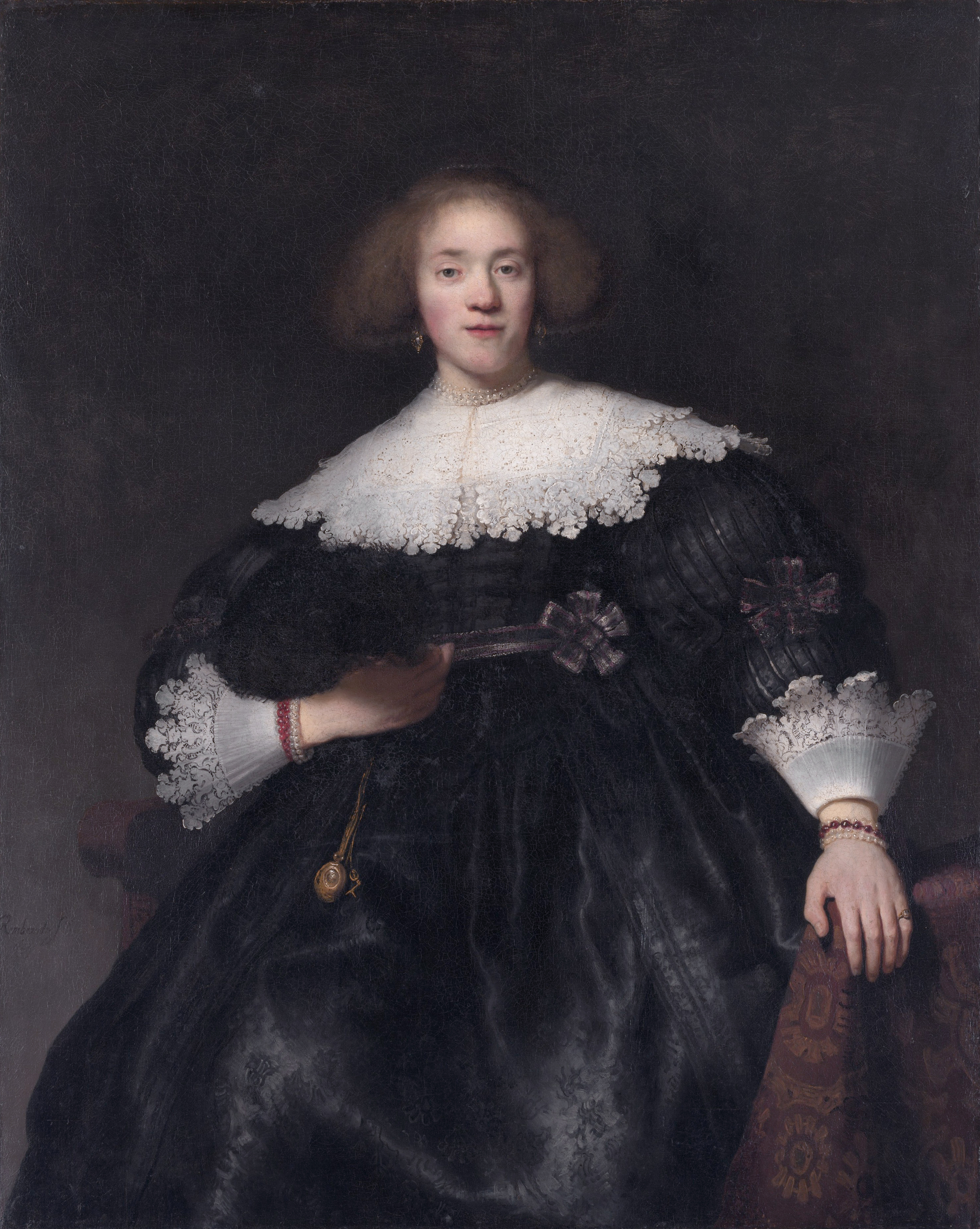
本来、右側に配置される『扇を持つ若い女性の肖像』
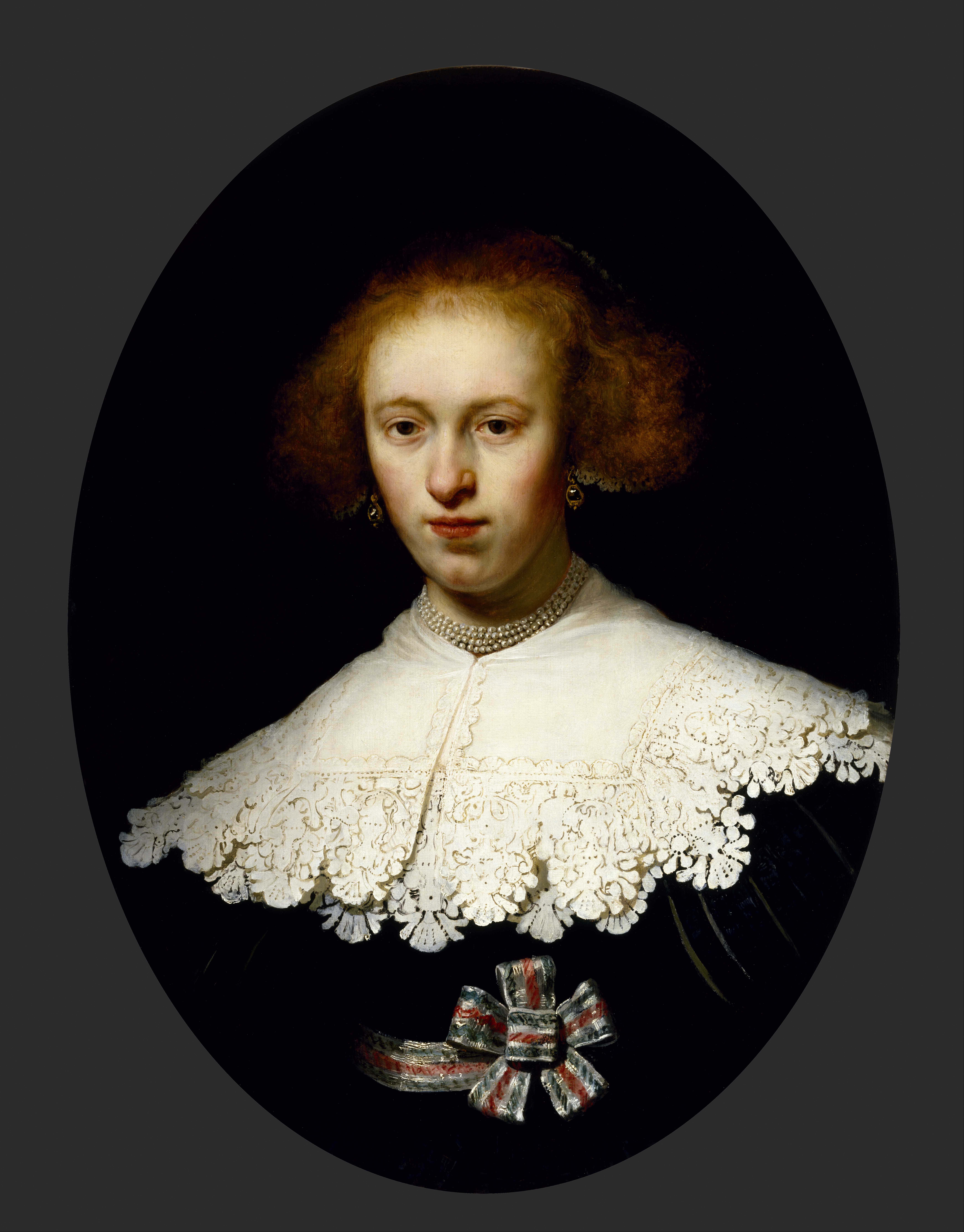
ヒューストン美術館の絵画 (対作品は知られていない)